# Кінець місіс Чейні (фільм, 1929)
«Кінець місіс Чейні» (англ. The Last of Mrs. Cheyney) — американська комедійна драма режисера Сідні Франкліна 1929 року.

## Сюжет
В будинку місіс Чейні великий благодійний вечір, і зібралося багато високопоставлених гостей. Там присутні багатий чоловік місіс Чейні, який має на неї свої плани і дворецький, який насправді колишній злодій. Місіс Чейні замішана в крадіжці коштовностей, і їй доводиться викручуватися з павутини підозр…

## У ролях
- Норма Ширер — Фей Чейні
- Безіл Ретбоун — лорд Артур Діллінг
- Джордж Барро — Чарльз
- Герберт Банстон — лорд Елтон
- Гедда Гоппер — леді Марі
- Мун Керролл — Джоан
- Мадлен Сеймур — місіс Вінтон
- Сіріл Чадвік — Віллі Вінтон
- Джордж К. Артур — Джордж
- Френк Фінч Смайлз — Вільям
- Мод Тернер Гордон — місіс Веблі